# Zamek w Starych Tarnowicach
Zamek w Starych Tarnowicach (niem. Schloss Alt-Tarnowitz) – zabytkowy obiekt w Starych Tarnowicach, dzielnicy Tarnowskich Gór.

## Historia
Pierwsza siedziba rycerska w Tarnowicach (obecnie dzielnicy Tarnowskich Gór) znajdowała się w okolicach kościoła parafialnego, gdzie zachowało się niewielkie wzniesienie będące pozostałością dawnego gródka rycerskiego – prawdopodobnie siedziby Adama de Tarnowice – najstarszego znanego z imienia mieszkańca osady wzmiankowanego w dokumentach pomiędzy 1310 i 1351 rokiem. Później Tarnowicami władał Święcisław, członek dworu księcia oleśnickiego Konrada II, wyznaczony w 1369 roku jako rozjemca przy sporze o podział księstwa bytomskiego. Ostatnimi znanymi rycerzami z Tarnowic są rycerz Sambor wzmiankowany w 1411 roku oraz Mikołaj i Teodor Włodkowie herbu Sulima, poświadczeni w 1415. Siedziba w postaci gródka rycerskiego funkcjonowała w XIV i XV w. i zastąpił ją zbudowany w XVI w. w nowym miejscu zamek w stylu renesansowym z dziedzińcem i krużgankami. Otoczony z trzech stron dziedziniec pierwotnie był otwarty ku północy. Fundatorem nowego założenia był przypuszczalnie rycerski ród Włodków albo Piotr Wrochem będący właścicielem majątku w 1525 roku. Zamek był w następnych wiekach wielokrotnie przebudowywany. Między innymi zamurowano krużganki, przebudowano sień wjazdową, powiększono skrzydło północne.
W 1820 kupił od Gottlieba von Büttnera zamek wraz z okolicznymi dobrami hrabia Karol Łazarz Henckel von Donnersmarck ze Świerklańca. Dobra tarnowickie m.in. wraz z repeckimi zostały przekształcone przez hrabiego Guido w fideikomis dla jego młodszego syna Krafta, który odziedziczył je w 1916. Nie zamieszkał on jednak w zamku, lecz na swoją na swoją siedzibę wybrał nowy pałac zbudowany w pobliżu Rept.
Po II wojnie światowej zamek i dobra tarnowickie zostały znacjonalizowane. Zamek stał się własnością PGR-u. W ciągu następnych dziesięcioleci coraz bardziej niszczał.
W 2000 r. właścicielami stali się Rajner i Krystyna Smolorzowie, którzy podjęli się całkowitej renowacji zamku i otoczenia.
Pod koniec 2010 zakończył się remont zamku oraz jego otoczenia (oranżerii, stodoły). W czerwcu 2011 nastąpiło oficjalne otwarcie Centrum Sztuki i Rzemiosła Dawnego.

## Opis
W zachodnim skrzydle centralnie umieszczony ryzalit zwieńczony frontonem zbliżonym do á pans (z bokami) ozdobionym fryzami przechodzącymi od dachu w pseudo postumenty z wazami. We frontonie trzy kartusze z dużym herbem księstwa bytomskiego (Ś) oraz dwoma mniejszymi herbami szlacheckimi von: Wrochem (L) i Donnersmack (P).
W zachodnie skrzydło zamku wmurowany został renesansowy portal z datą 1545 pochodzący z pałacu w Płoninie. Z tamtego pałacu pochodzi również altana wybudowana w zamkowym parku.

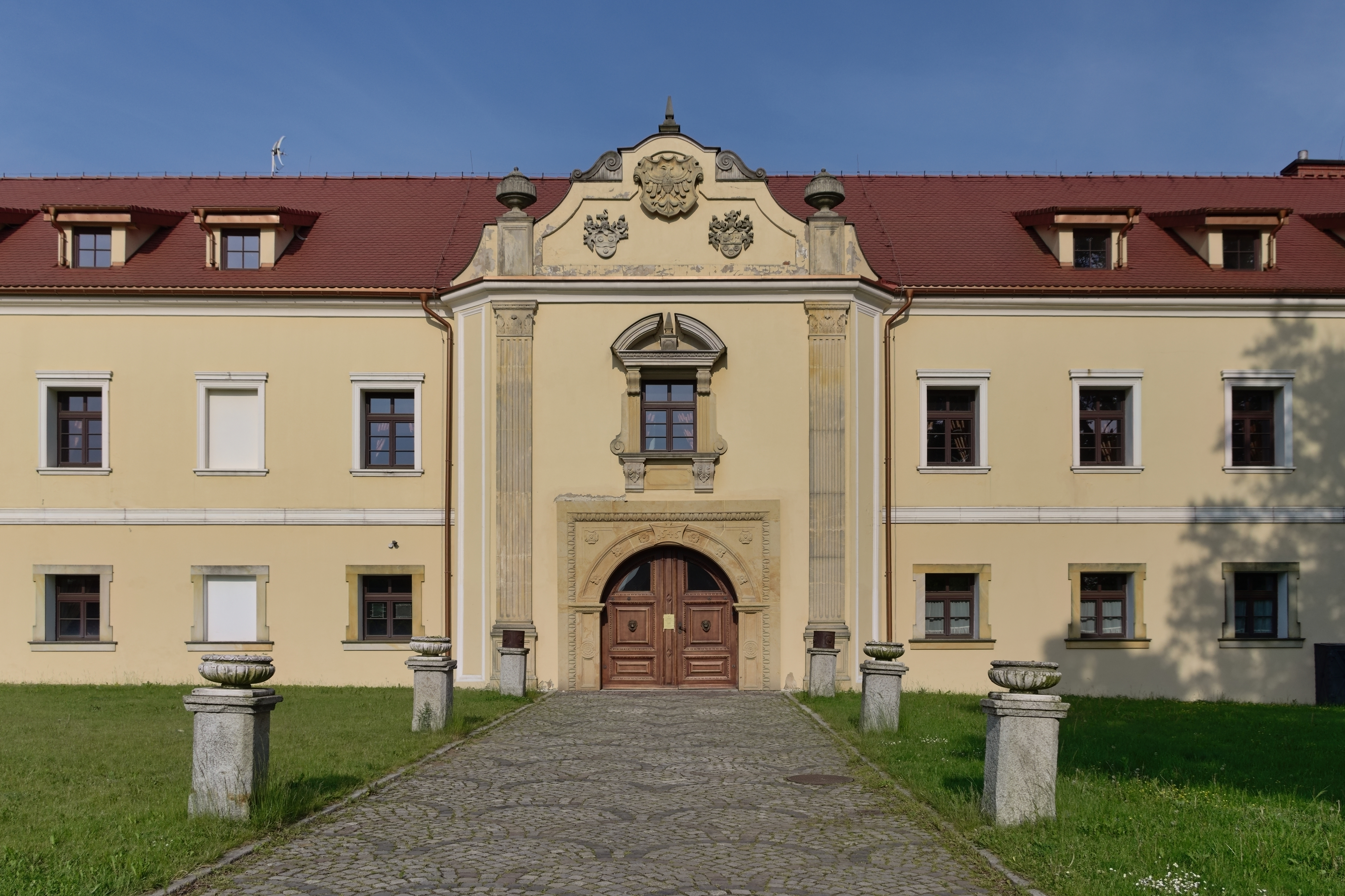
Skrzydło z herbami i portalem z Płonina
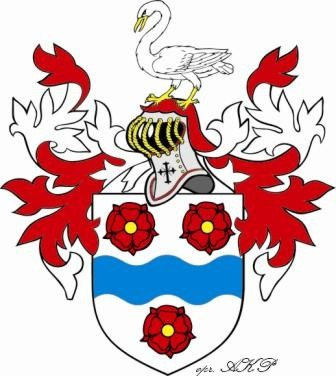
Herb von Wrochem (L)
Herb ks. bytomskiego (Ś)
Herb Donnersmack (P)
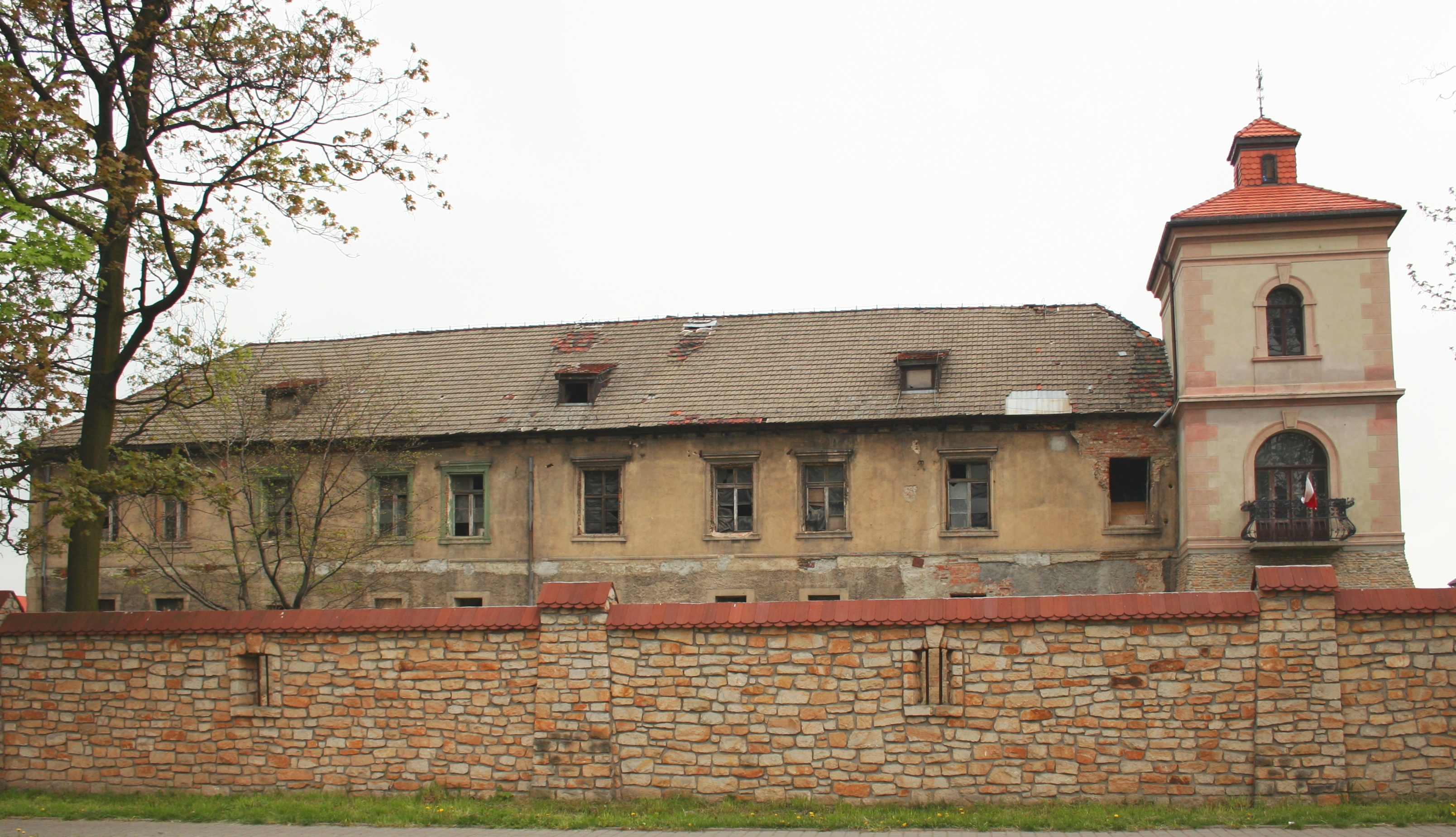
Przed remontem (2008)
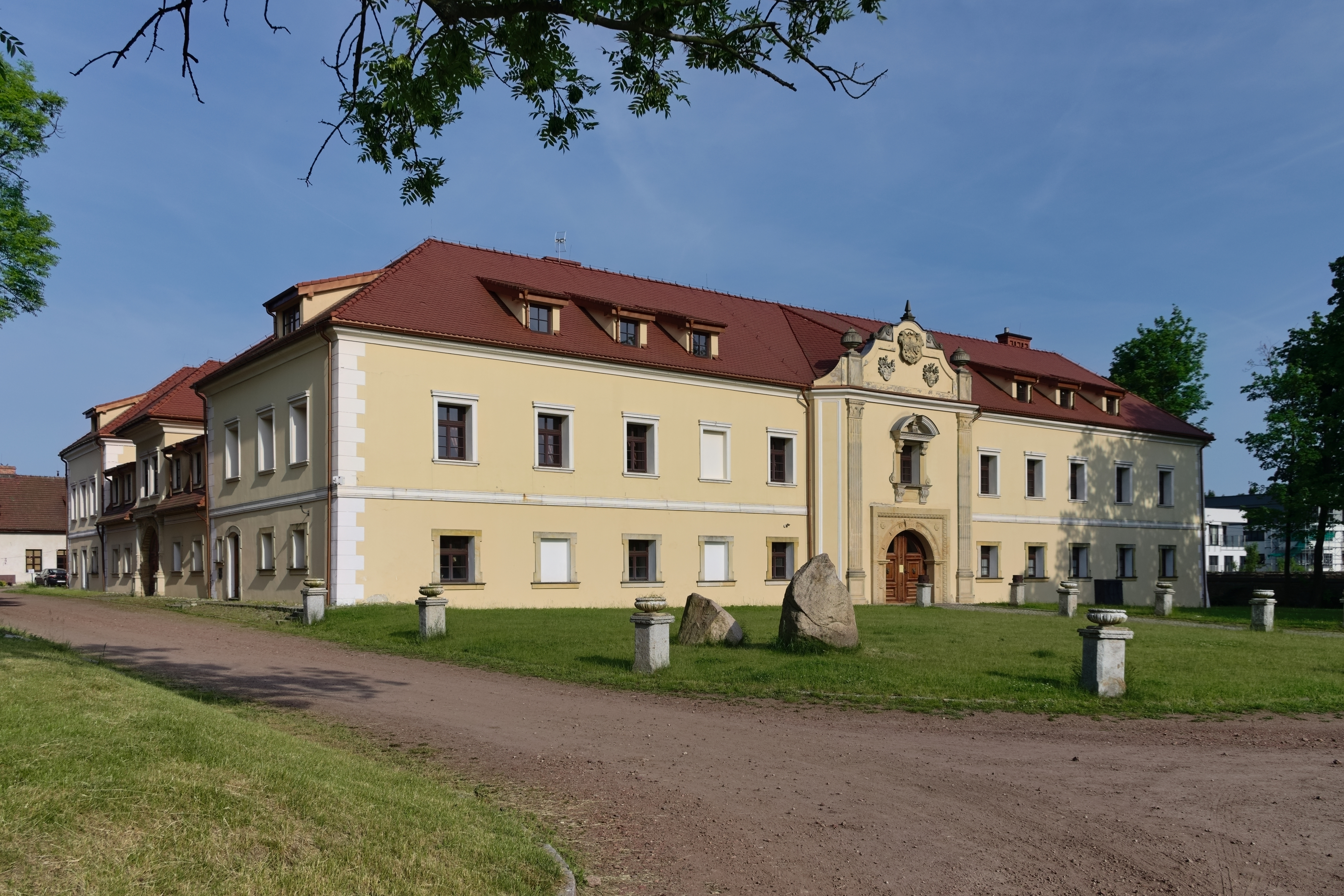
Widok od zachodu
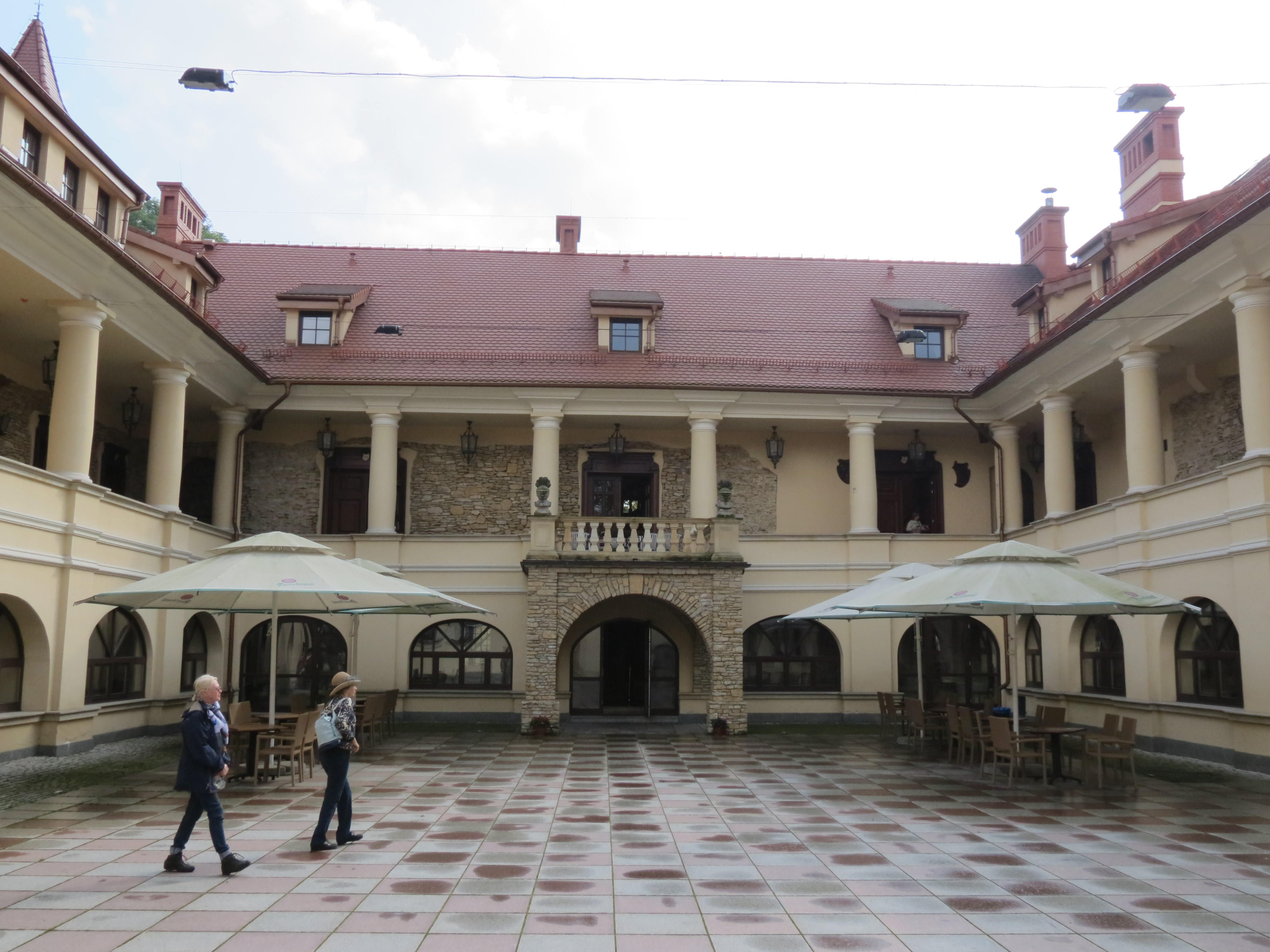
Dziedziniec zamkowy
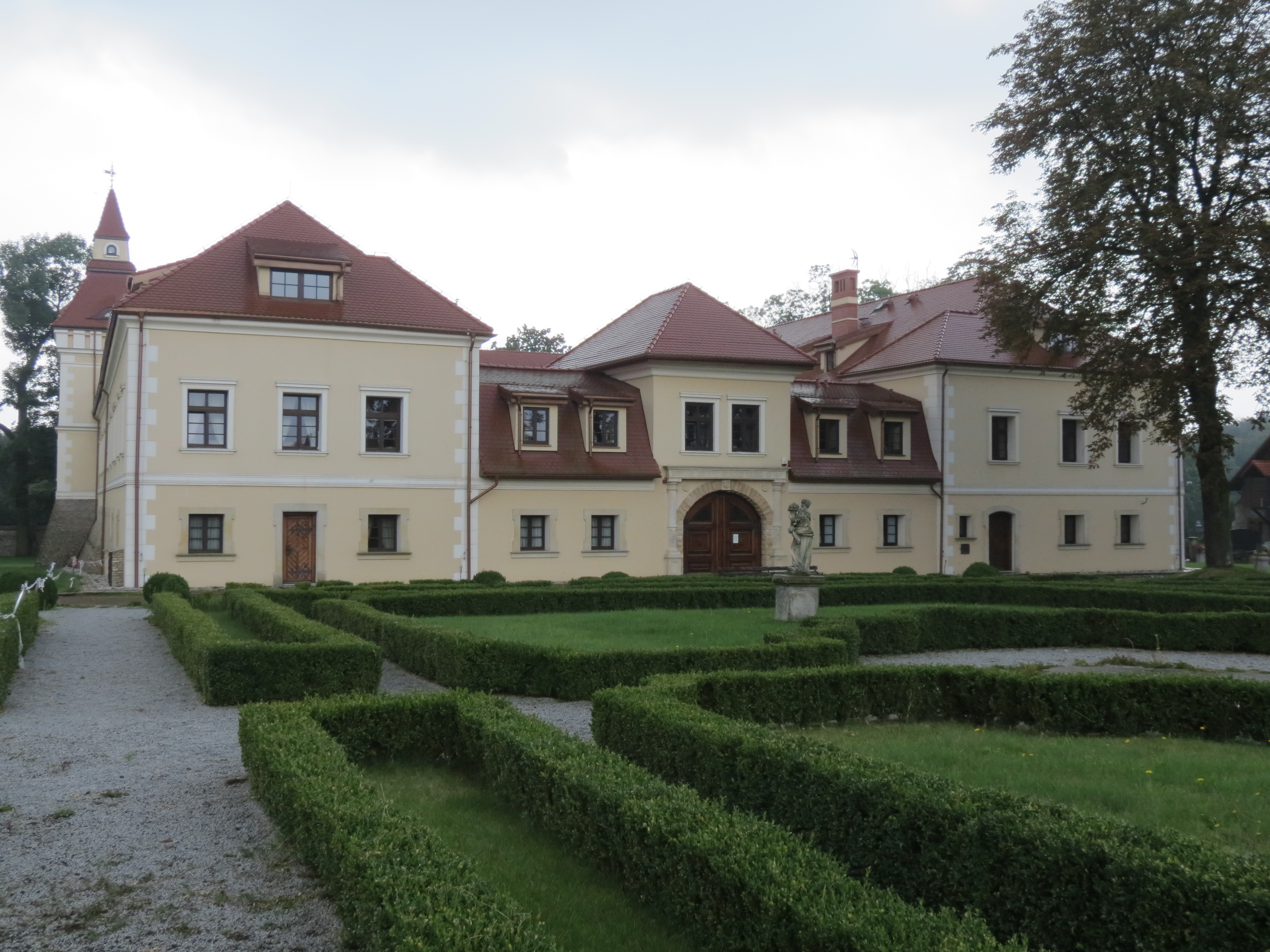
Elewacja północna
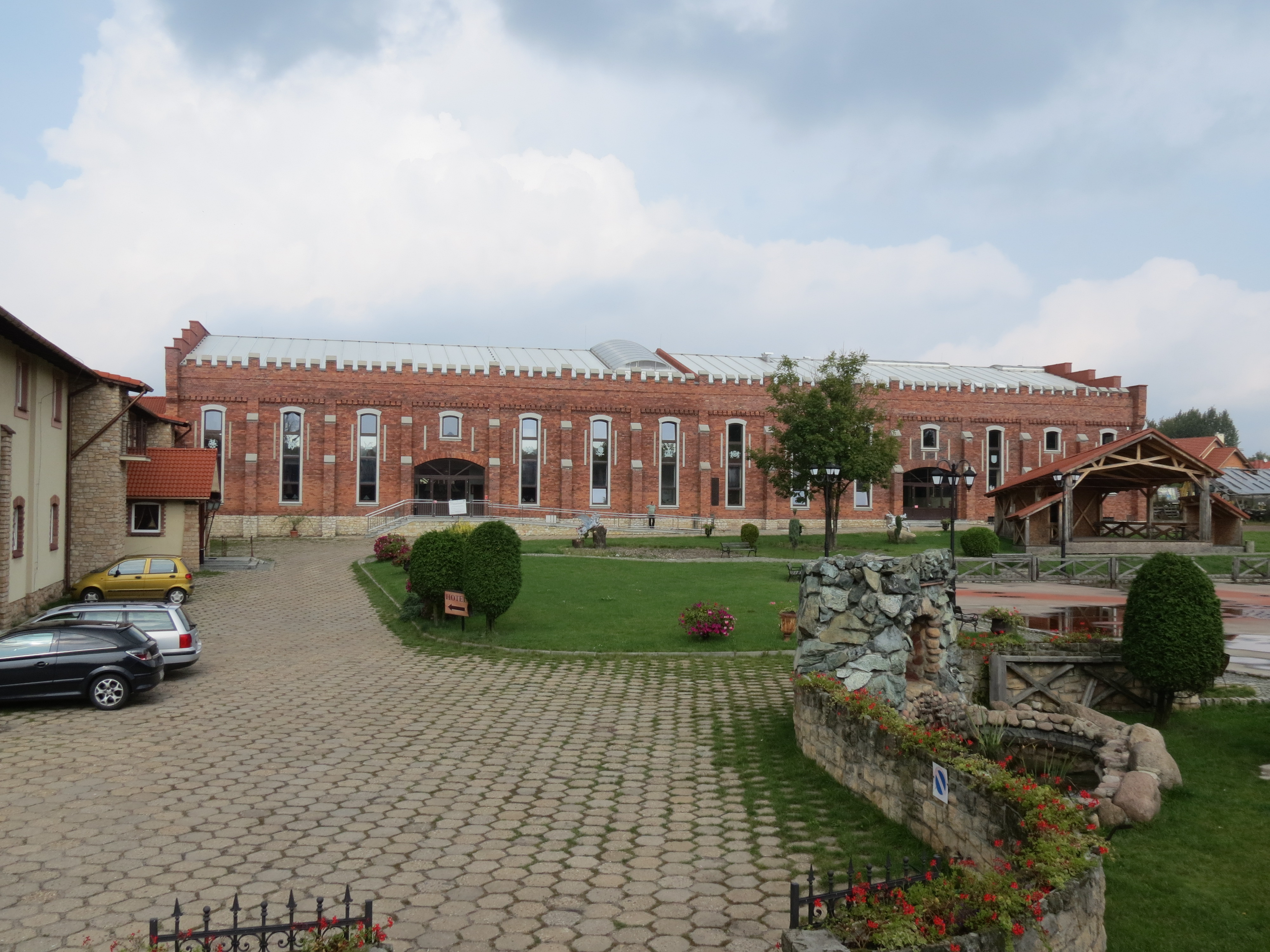
Stodoła
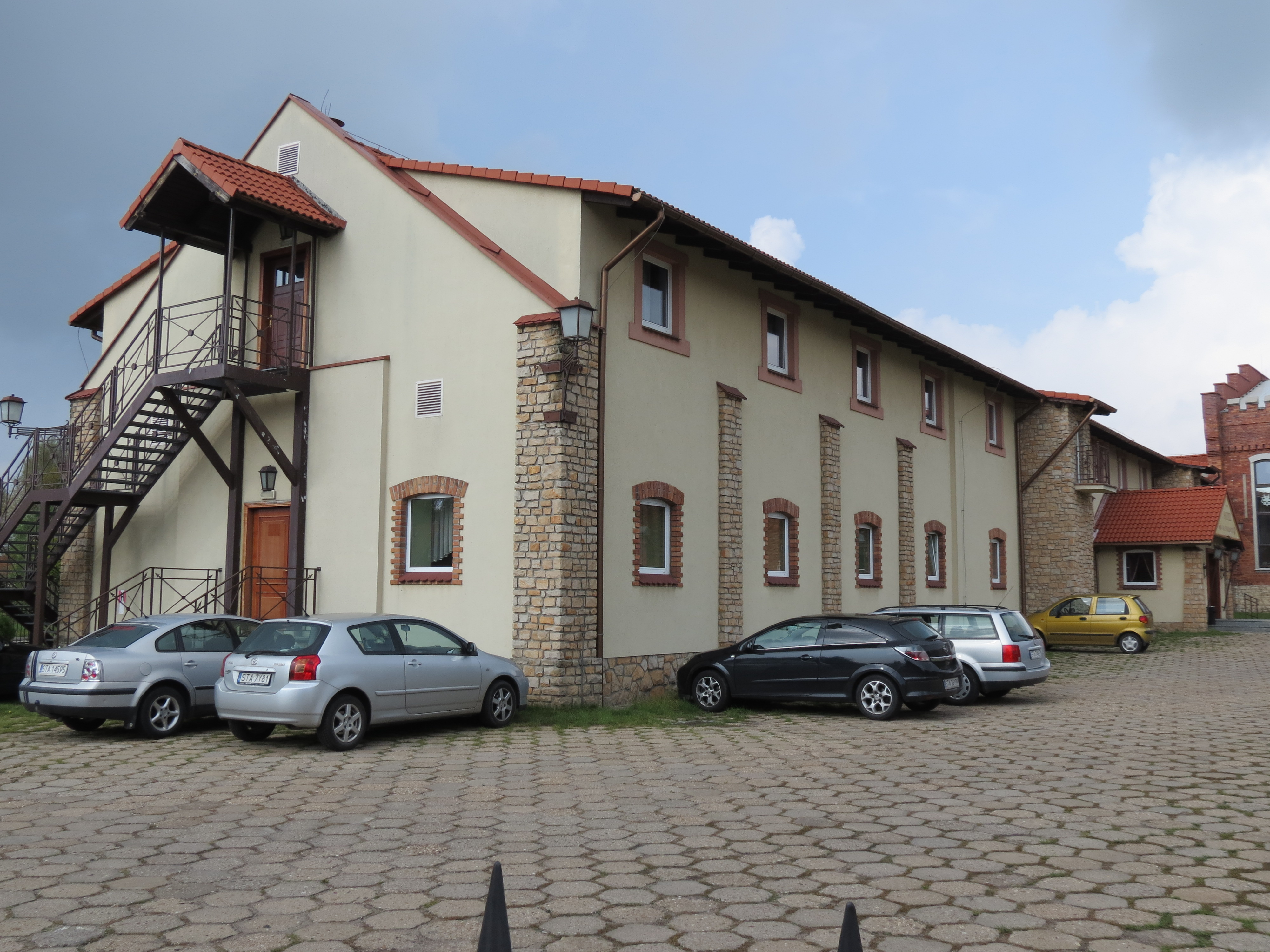
Obora obecnie hotel
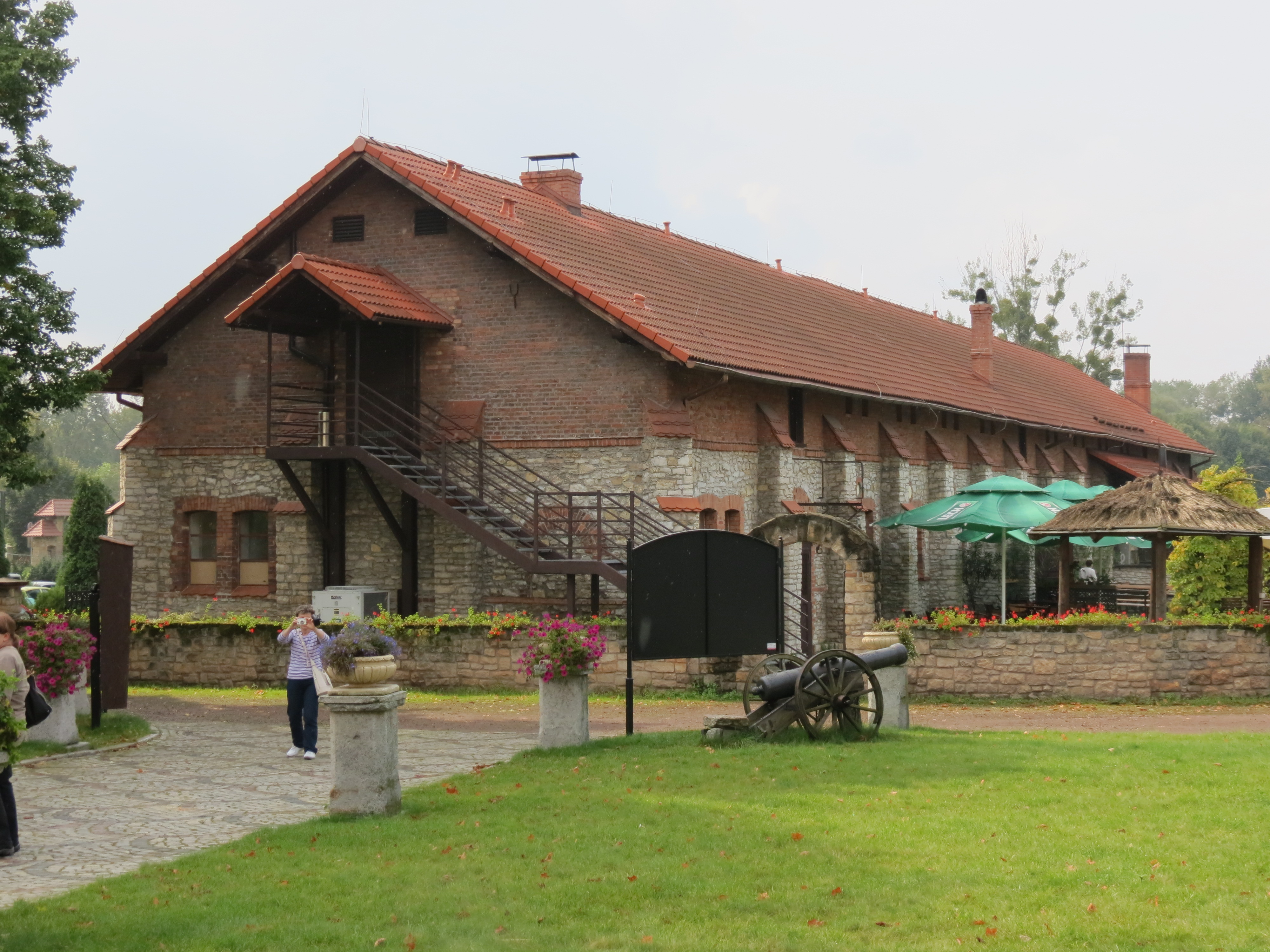
Stajnia, obecnie gospoda
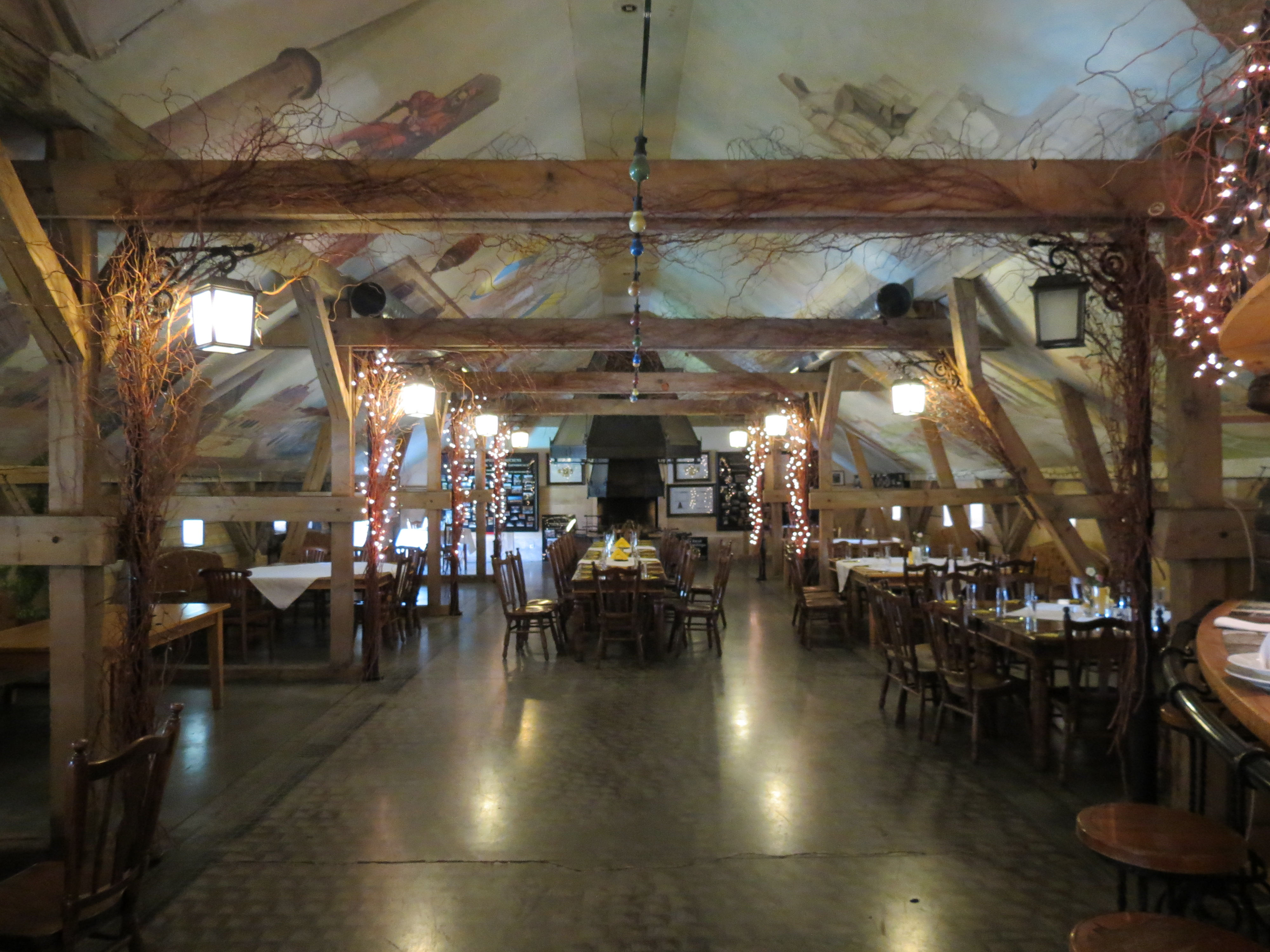
Wnętrze stajni, obecnie gospody

## Literatura
- J.Krawczyk, A.Kuzio-Podrucki, Zamki i pałace Donnersmarcków. Schlösser der Donnersmarcks, Radzionków 2003.
- M. Wroński, Gródek rycerski, czyli „zagadkowy pagórek na polu organisty” w Tarnowicach Starych, „Zeszyty Tarnogórskie”, nr 1, Tarnowskie Góry 1986, s. 5–14.
- M. Wroński, Z dziejów rycerstwa i szlachty regionu tarnogórskiego (właściciele wsi Tarnowice Stare na przestrzeni wieków), „Zeszyty Tarnogórskie”, nr 2, Tarnowskie Góry 1986, s. 3–18.